# Škola Anala
Škola Anala ili Škola Annales je smjer historiografije utemeljen na radovima francuskih povjesničara okupljenih oko časopisa Annales d'histoire économique et sociale. Naziv "škola" je donekle problematičan jer su teorijske i metodološke pretpostavke smjera implicitno definirane u samom časopisu, premda nema sistematskih teorijskih refleksija, tj. naputaka. nesumnjivo je da su analisti utjecali na oblikovanje "nove historije".

## Razvoj
1. siječnja 1929. godine Marc Bloch i Lucien Febvre u Strasbourgu utemeljuju časopis Annales d'histoire économique et sociale. Time započinje prva generacija "škole Anala" koja traje do 1945. godine. Prvi analisti bili su pod utjecajem sociologijskih koncepcija Emilea Durkheima i kulturalističkih interpretacija povijesti Henria Pirennea. U povijesnim istraživanjima zagovara se interdisciplinarna orijentacija na sociologiju, geografiju, lingvistiku i socijalnu psihologiju.
Drugu generaciju (1945. – 1968.) karakterizira usredotočenost na civilizacije, histoire totale, te širenje interesa na sva područja materijalnog i duhovnog života (društvo, ekonomija, ideologija, religija, mentalitet). Časopis se od tada naziva Annales. Éconimies. Sociétés, Civilisations. Najvažniji predstavnik druge generacije je Fernand Braudel. Braudel je knjigom Sredozemlje i sredozemni svijet u doba Filipa II (prvi put objavljena 1949.) dominantni smjer istraživanja okrenuo u smjeru geohistorije u čijem središtu se nalazi odnos čovjeka i prirodne okoline. Pritom je naglasio trodjelnu koncepciju povijesnih razina:
a) geografsko vrijeme - strukture dugog trajanja, odnosno gotovo nepokretno vrijeme geografske povijesti i prirodne okoline;
b) društveno vrijeme - konjunkture, odnosno vrijeme relativno polaganih promjena ekonomskih, društvenih i političkih struktura;
c) individualno vrijeme - događaj, odnosno vrijeme političkih i ratnih zbivanja.
Predstavnici treće generacije (1968. – 1989.) su Jacques Le Goff, Pierre Chaunu, Louis Henri, Philippe Áries, Michel Vovelle, Emmanuel Le Roy Ladurie i Georges Duby. Ovu generaciju karakterizira kritika Braudelovog invarijantnog i statičnog strukturalizma, a područja interesa obuhvaćaju odnos elitne i pučke kulture, kolektivna ponašanja u svakodnevici ili izvanrednim prilikama (svečanosti, rituali, pobune), historija marginalnih grupa, povijest svakodnevice i materijalne kulture.
Zadnja, četvrta generacija svoje djelovanje započinje 1989. godine. Karakterizira ju povratak Blochovim i Febvreovim polazištima, interes za historijsko-antropološke teme (obitelj, žene, privatni život), kulturne i simboličke reprezentacije, komparativnu historiju, te širenje perspektive s francuskih nacionalnih na internacionalne teme.